# Condado de Carroll (Misuri)
El condado de Carroll (en inglés: Carroll County) es un condado en el estado estadounidense de Misuri. En el censo de 2000 el condado tenía una población de 10.285 habitantes. La sede de condado es Carrollton. El condado fue formado el 2 de enero de 1833 a partir de una porción del condado de Ray. Fue nombrado en honor a Charles Carroll de Carrollton, uno de los firmantes de la Declaración de Independencia de los Estados Unidos.

## Geografía
Según la Oficina del Censo, el condado tiene un área total de 1.819 km² (702 sq mi), de la cual 1.799 km² (695 sq mi) es tierra y 20 km² (7 sq mi) (1,08%) es agua.

### Condados adyacentes
- Condado de Livingston (norte)
- Condado de Chariton (este)
- Condado de Saline (sureste)
- Condado de Lafayette (suroeste)
- Condado de Ray (oeste)
- Condado de Caldwell (noroeste)

## Autopistas importantes
- U.S. Route 24
- U.S. Route 65
- Ruta Estatal de Misuri 10
- Ruta Estatal de Misuri 139

## Demografía
En el  censo de 2000, hubo 10.285 personas, 4.169 hogares y 2.880 familias residiendo en el condado. La densidad poblacional era de 15 personas por milla cuadrada (6/km²). En el 2000 había 4.897 unidades habitacionales en una densidad de 7 por milla cuadrada (3/km²). La demografía del condado era de 96,95% blancos, 1,72% afroamericanos, 0,27% amerindios, 0,13% asiáticos, 0,01% isleños del Pacífico, 0,14% de otras razas y 0,79% de dos o más razas. 0,71% de la población era de origen hispano o latino de cualquier raza. 
La renta promedio para un hogar del condado era de $30.643 y el ingreso promedio para una familia era de $36.773. En 2000 los hombres tenían un ingreso medio de $26.135 versus $17.468 para las mujeres. La renta per cápita para el condado era de $15.522 y el 13,70% de la población estaba bajo el umbral de pobreza nacional.

## Ciudades y pueblos
| - Bogard - Bosworth - Carrollton | - De Witt - Hale - Norborne | - Stet - Tina - Wakenda |